# ③夏夏ミニベリーズ
『③夏夏ミニベリーズ』（さん なつなつミニベリーズ）は、Berryz工房の2枚目のミニアルバム、3枚目のアルバム。2006年7月5日、ピッコロタウンレーベル（販売元はキングレコード）より発売。

## 概要
初回限定盤と通常盤の2形態での発売。初回限定盤にはBerryz工房オリジナルサマーグッズ（ビーチボール、ビーチサンダル）が付属。通常盤の初回仕様にはBerryz工房フォトカードが封入されている。

## 収録曲
全作詞・作曲：つんく
1. ジリリ キテル [3:46]
編曲：湯浅公一
10thシングル。
2. マジ夏すぎる [5:02]
編曲：橋本由香利
3. 夏 Remember you [4:03]
編曲：橋本由香利
4. Yeah! めっちゃホリディ [3:35]
歌：菅谷梨沙子
編曲：鈴木Daichi秀行
  - 松浦亜弥のカバー。原曲よりビートが効いたアレンジになっている。
5. チュッ! 夏パ〜ティ [3:50]
歌：徳永千奈美・夏焼雅・熊井友理奈
編曲：山崎淳
  - シャッフルユニットの三人祭のカバー。原曲よりビートが効いたアレンジになっている。
  - 『Hello! Project 2005 Winter 〜A HAPPY NEW POWER! 白組〜』で嗣永・熊井・徳永の三人でオリジナルバージョンを披露したことがある。
6. ハレーション サマー [3:57]
歌：清水佐紀・嗣永桃子・須藤茉麻
編曲：平田祥一郎
  - ココナッツ娘。のカバー。元曲よりテンポアップしている。